# Protodorvillea bifida
Protodorvillea bifida är en ringmaskart som beskrevs av Perkins 1979. Protodorvillea bifida ingår i släktet Protodorvillea och familjen Dorvilleidae.
Artens utbredningsområde är Mexikanska golfen. Inga underarter finns listade i Catalogue of Life.